# مدیریت امن حساب‌های کاربری
مدیریت امن حساب‌های کاربری (به انگلیسی: Security Accounts Manager)، در بین کاربران به فایل SAM مشهور است. این فایل محلی برای ذخیره رمزهای عبور کاربران در ویندوز اکس‌پی، ویندوز ویستا و ویندوز ۷ بوده که در قالب درهم رمزنگاری شده‌است. از آنجا که تابع درهم‌سازی راه امن برای ذخیره‌سازی رمزها بوده، ضرایب امنیتی خاصی نیز بر روی فایل‌های SAM اعمال می‌شود.